# Catedral de Santa Catalina de Alejandría (Cartagena de Indias)
La Catedral de Santa Catalina de Alejandría, oficialmente Catedral Basílica Metropolitana de Santa Catalina de Alejandría, es una iglesia catedralicia colombiana de culto católico bajo la advocación de Santa Catalina de Alejandría. Se localiza en el centro histórico de la ciudad de Cartagena de Indias (Departamento de Bolívar), Plaza de la Proclamación, esquina este del Parque de Bolívar, y es la sede episcopal del Arzobispo de Cartagena de Indias, una de las sedes episcopales más antiguas del Nuevo Mundo.
La catedral es de estilo herreriano, característico del reinado de Felipe II, que corresponde con la tercera y última etapa de la arquitectura renacentista española. Fue diseñada por el maestro constructor Simón González, quien la diseñó tomando como modelo algunas basílicas andaluzas y de las Islas Canarias. Aunque, la actual torre fue diseñada por el arquitecto francés Gastón Lelarge, fruto de una remodelación realizada a principios del siglo XX. El edificio es de planta basilical, dividida por tres naves, y cuenta con una serie de capillas contiguas a la nave del evangelio. Su construcción comenzó en 1577, en reemplazo de la humilde catedral “de paja y cañas”. El templo puede considerarse como una de las catedrales más antiguas de América, contemporánea de las de México. En 1586, el templo aun en construcción, alcanzó a ser afectado por el ataque del pirata Francis Drake, lo que generó severos daños y retrasó su terminación, la cual sucedió en 1612.
En 1953, el Papa Pío XII le concedió al templo el título litúrgico de Basílica Menor por breve del 20 de octubre de ese mismo año. Posteriormente, por su significado histórico, valor arquitectónico y cultural fue declarado Monumento Nacional de Colombia por el decreto 1911 del 2 de noviembre de 1995.

## Historia
La actual catedral concierne al tercer edificio construido como iglesia catedralicia de la ciudad. El primero, fue impulsado por el fraile dominico Tomás de Toro y Cabrero, primer obispo de Cartagena, y quien fue nombrado por el papa Paulo III. La construcción del templo comenzó en 1535, tan solo dos años después de la fundación de la ciudad, y finalizó en 1537. Fue una humilde construcción de “paja y cañas”, estaba ubicado en la manzana que queda detrás de la actual catedral, con frente sobre la calle del Coliseo. La vida de esta edificación fue corta, pues en 1552 un incendio consumió gran parte de la ciudad y en ruinas quedó convertida la catedral. En su reemplazo, entre 1563 y 1568, se llevó a cabo la construcción del segundo templo catedralicio, realizado en madera y de techo pajizo, pues eran tiempos difíciles y no se disponía de muchos recursos, pero era más sólida que la anterior. De este segundo templo se conserva una modesta traza en el Archivo General de Indias y un remanente físico de su espadaña.
Pedro Fernández de Busto, gobernador de la ciudad, notablemente impulsor de las obras arquitectónicas que se llevaban a cabo en ese momento y quien además emprendió la labor de realizar importantes proyectos en el ámbito urbano, como el secamiento y el saneamiento de la entrada principal de la ciudad, con lo que estableció la Plaza Real (hoy la Plaza de la Aduana); la iniciación de las obras de un acueducto, que nunca fue finalizado y que dotaría a la ciudad de agua corriente; la edificación de un hospital, y la consecución de casas para la administración de justicia, la cárcel y el Cabildo. La idea de otorgar a Cartagena de una edificación digna que sirviera como iglesia catedralicia surge y es promovida también por él mismo. Además, hacia 1575 llegó el fraile dominico Dionisio de los Santos como nuevo obispo, quien envía una carta al rey, fechada el 25 de mayo de ese año, donde le describe algo sobre el culto en la catedral, entre las cuales le dice: “No hay raciones ni medias raciones ni mozos de coro, sino sacristán hábil y dos mozos de sacristía que sirven al altar en camiseta y zaragüelles, que no hay para más. Y así se sirve esta Iglesia como una triste parroquia de España”, por lo cual, el soberano da orden inmediata de reconstruirla.
En ese mismo año (1575) se convocó un concurso público para seleccionar el diseño del edificio, al cual se presentaron los maestros Eugenio de la Vega, Hernando Esteban, Juanes Guerra y Simón González. Se escogió el proyecto presentado por este último, se le designó "obrero mayor" de la obra, un cargo prácticamente de supervisión, con un sueldo de $50 000 maravedís anuales, señalándole además un jornal de veintidós reales por cada día que trabajara en la construcción, permitiéndole simultáneamente ejercer aquel cargo con las demás actividades propias de su oficio. A su vez, Hernando Esteban fue encomendado por el Cabildo como director inmediato de la traza y Juanes Guerra trabajó en el proyecto y ocupó un puesto destacado. El cantero Martín de Marquina se encargó de suministrar la piedra, e igualmente trabajaron como oficiales en la obra los canteros Pedro de Aguilar, Francisco Ruiz, Juan de Medina y Gaspar Juanes.

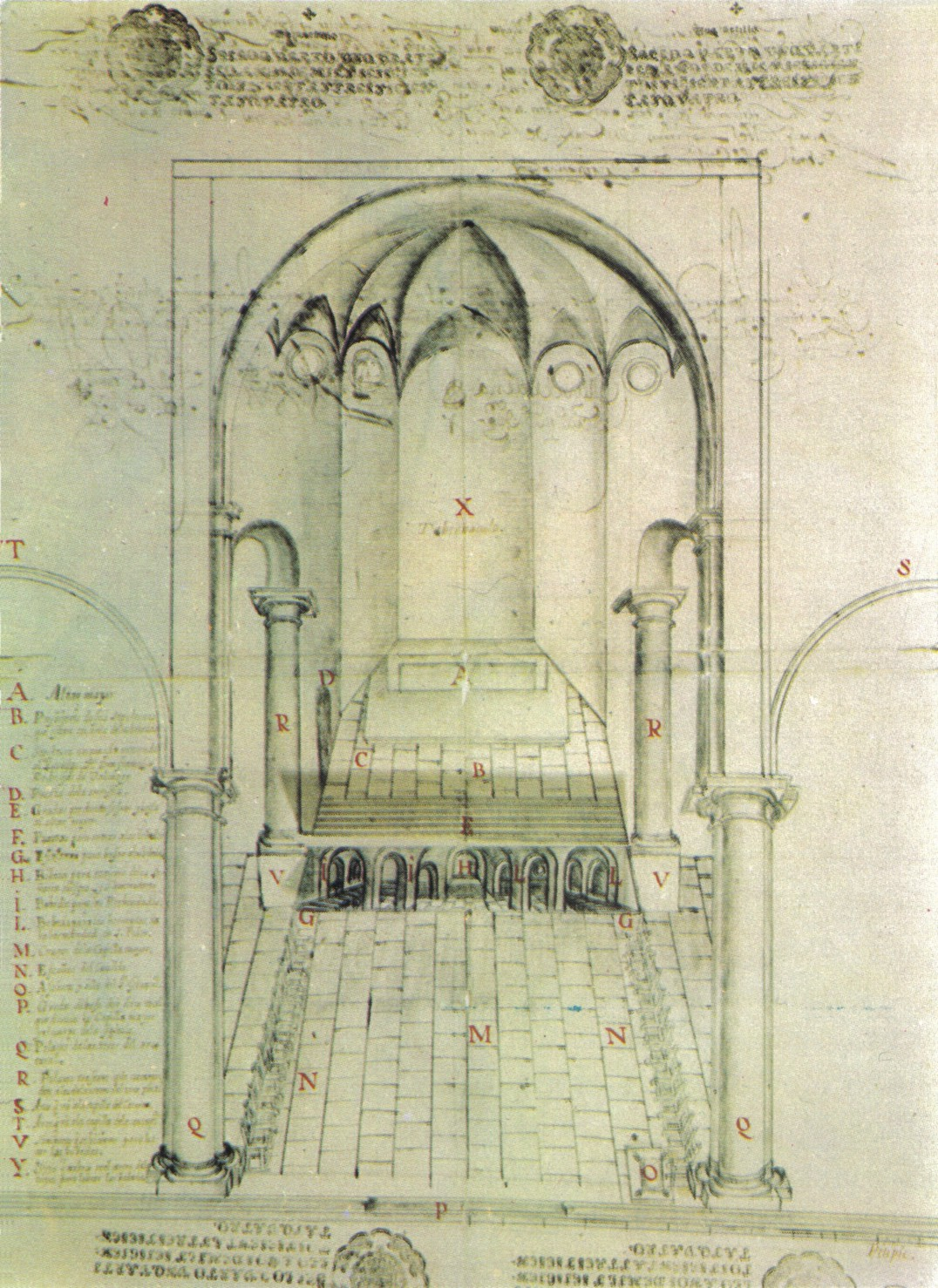
Plano de la Capilla Mayor, se puede ver la bóveda esquifada que cubre dicha capilla, también se puede ver la especie de cripta bajo el presbiterio, destinada a servir de tumba a los sacerdotes de la ciudad.

Así comenzó la construcción de la tercera Catedral hacia el año de 1575, ubicada lejos del puerto por razones de seguridad, en un terreno esquinero que da frente a una angosta calle nombrada posteriormente "Santos de Piedra", junto al actual Parque de Bolívar; pero sin dar frente a él, siguiendo el modelo adoptado por Nicolás de Ovando en Santo Domingo y la antigua y fuerte tradición de la iglesia rodeada, con el tiempo, por las edificaciones más destacadas de la ciudad, como son las sedes del poder civil y las casas de los personajes más prestantes.
En 1577, cuando aún se estaba trabajando en los cimientos, se discutió en el Cabildo la viabilidad de cambiar su orientación y girar su eje noventa grados, como lo proponía el regidor y capitán Sebastián Pérez. Los cabildantes estuvieron de acuerdo con la propuesta, notaron que así quedaría mejor, pero para ello era necesario adquirir unas propiedades y el Cabildo no disponía de fondos extra para comprarlas. Por lo cual, el capitán Pérez ofreció donar 200 pesos para tal fin, pero esa cantidad no era suficiente, entonces el gobernador se reunió con los vecinos (entre los cuales se había hecho un repartimiento para financiar la obra), y como todos votaron por continuar la obra tal como estaba iniciada, el cabildo se decidió por esto, además el gobernador indicó que no era posible hacer un nuevo repartimiento para adquirir las casas, pues el rey solo lo autorizó a hacerlo solo para costear la obra. Es así que la idea de girar el proyecto se descartó y se continuaron los trabajos tal cual como estaban previstos.
La obra prosiguió activamente, pues, un año más tarde, "cinco arcos que se han de hacer en la capilla están ya para comenzar sobre los pilares que están hechos". El maestro González, al ver la poca resistencia y firmeza de la piedra, resolvió agregar un soporte más para el techo y modificó en plena marcha el diseño original que era de seis pares de columnas, el cual quedó de siete pares. Durante el transcurso de la obra se generaron algunas dudas sobre el material de los arcos y la altura de la nave principal con relación a la capilla mayor, pero siempre se escuchó y se respetó el punto de vista del autor del diseño: los arcos se construyen en piedra, y la nave principal de la misma altura que la capilla mayor.
En 1579, más de la mitad de los muros se encontraban al nivel del enrase y la parte restante se hallaba a una altura de cinco tapias. En ese mismo año es nombrado como nuevo obispo Fray Juan de Montalvo. Ya para 1585, diez años después de iniciados los trabajos, consta que el volumen del edificio se encontraba cubierto y, aunque faltaban las dependencias aledañas y la torre, la obra estaba prácticamente finalizada.

### Ataque de Drake

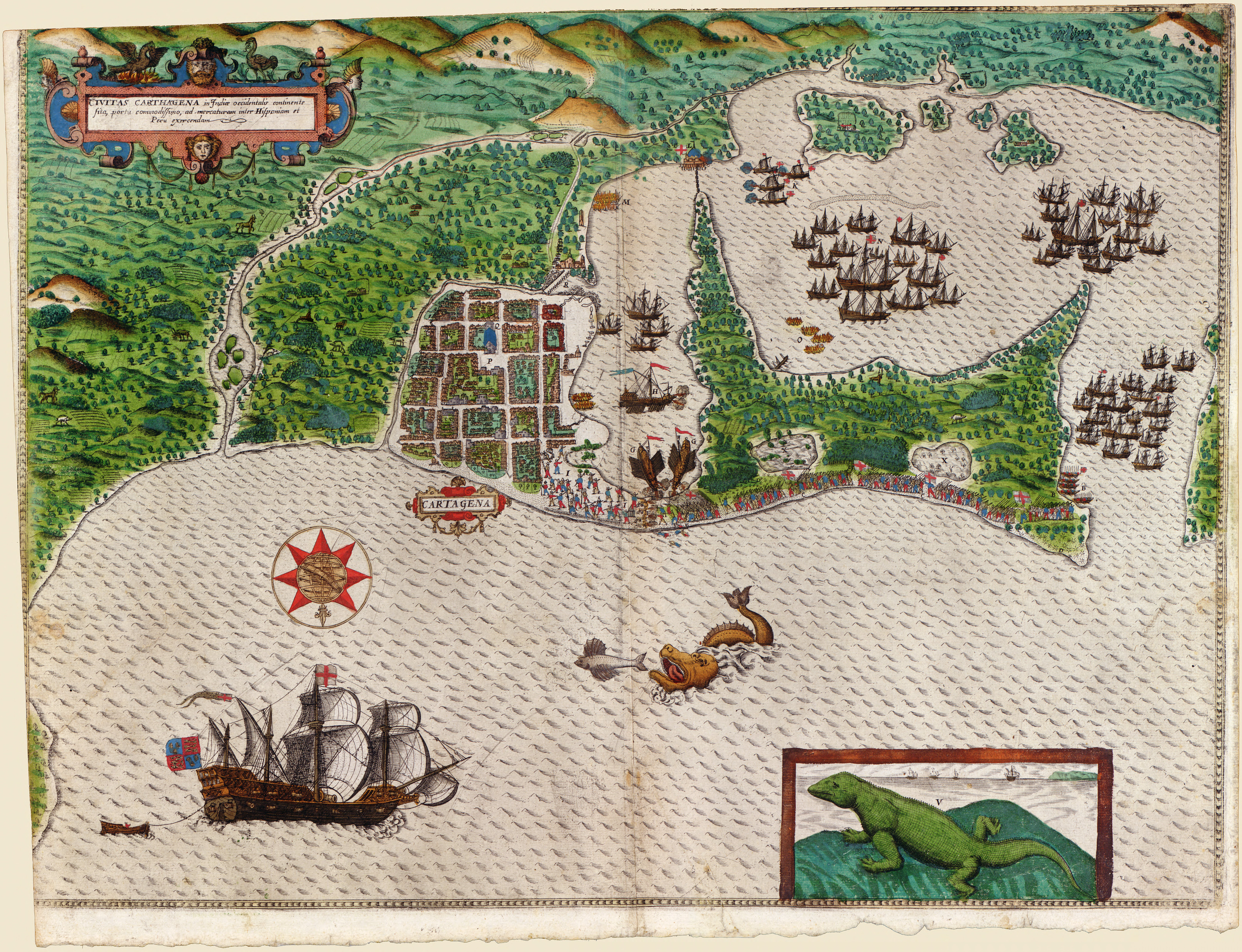
Mapa de la flota de Drake en Cartagena.

No obstante, al año siguiente (1586), el corsario inglés Francis Drake, “El Draque”, se presenta ante las costas de Cartagena con una flota de hasta 23 navíos de guerra y más de 3.000 hombres, y ataca la ciudad, en la que fue la más importante acción militar realizada en el siglo XVI contra los puertos de América. Cartagena fue tomada y El Draque se dedicó al saqueo: redujo a cenizas algo más de la mitad de la ciudad y, ante la negativa de sus habitantes de pagar el jugoso rescate que exigía, amenazó con derribar a cañonazos la catedral, que en ese momento debía ser el bien más preciado de la ciudad. Entonces hizo el primer disparo de advertencia, el cual fue suficiente para afectar seriamente su estructura, pues la bala dio en una de las columnas, derribándola y llevándose consigo otras dos. Igualmente se desplomaron los cuatro arcos que soportaban las tres columnas y parte del techo. La parte más afectada fue la nave de la Epístola. Finalmente, los cartageneros pagaron 110 000 ducados de plata y El Draque convino en no continuar con la destrucción de la ciudad, después de tenerla en su poder durante 6 semanas.
De manera fortuita y coincidencial, en su viaje en dirección a Quito, pasó por la ciudad el maestro Benito de Morales, quien por pedido del gobernador examinó la catedral y evaluó los daños sufridos. De esa manera comprobó la buena cimentación de los muros y columnas, dio indicaciones para la reconstrucción y recomendó que se terminara el edificio de tal manera que no se cambiara el proyecto original. Así, lentamente por la falta del dinero que se llevaron los ingleses y que estaba destinado al proyecto, se iniciaron las obras de reparación y terminación del templo. Además, después del ataque y saqueo de la ciudad, el obispo Fray Juan de Montalvo murió el 10 de septiembre de 1586, de pena moral luego del derribo de su catedral.
Las obras de reparación y terminación transcurrían muy lentamente. En 1591, el obispo Fray Antonio de Hervías escribe una carta al rey, en la cual decía: 

"esta obra va muy a la larga con haberse podido acabar el daño que el Drake hizo en espacio de un año, y andar en seis años que se hizo el daño y ahora estar por acabar y sabe Dios cuando se acabara, con grandísimo detrimento de lo edificado que se destruye todo con las aguas y con mucha ofensa de los que entramos en la iglesia lloviéndose toda ella y no aprovechan ruegos ni amonestaciones, aprovéchanse del dinero y gastarse en salarios de mayordomos y sobre estantes y no se hace nada"

No obstante al pesimismo del obispo (que refleja la frecuente enemistad entre las autoridades militares y eclesiásticas de la colonia), se trabajaba en la reconstrucción, aunque lentamente; pese al buen deseo del gobernador, no se había adelantado mucho, pues no se disponía de fondos ya que la ciudad quedó muy mal económicamente después del ataque del Drake.

### Un derrumbe, la culminación y la decadencia
Sin embargo, después de tantos problemas y cuando la catedral se encontraba por segunda vez casi terminada, ocurre otro lamentable suceso: en la noche del 7 de agosto de 1600, los techos de la nave principal y de la nave del Evangelio se desplomaron, no por efecto de algún fenómeno natural, como un sismo o huracán, sino, según el diagnóstico del momento, porque las cubiertas originales de las naves laterales, de azoteas planas, generaban mucho peso para la estructura, y se resolvió entonces cambiarlas por tejados. Acto seguido, el cabildo se querelló contra el maestro Simón González, a quien se consideró responsable de la calamidad, quien más adelante, se libró de los cargos. El templo se cubrió provisionalmente con paja, la cual no servía de mucho cada vez que había fuertes precipitaciones, pero aun así se continuó utilizando para los servicios religiosos.

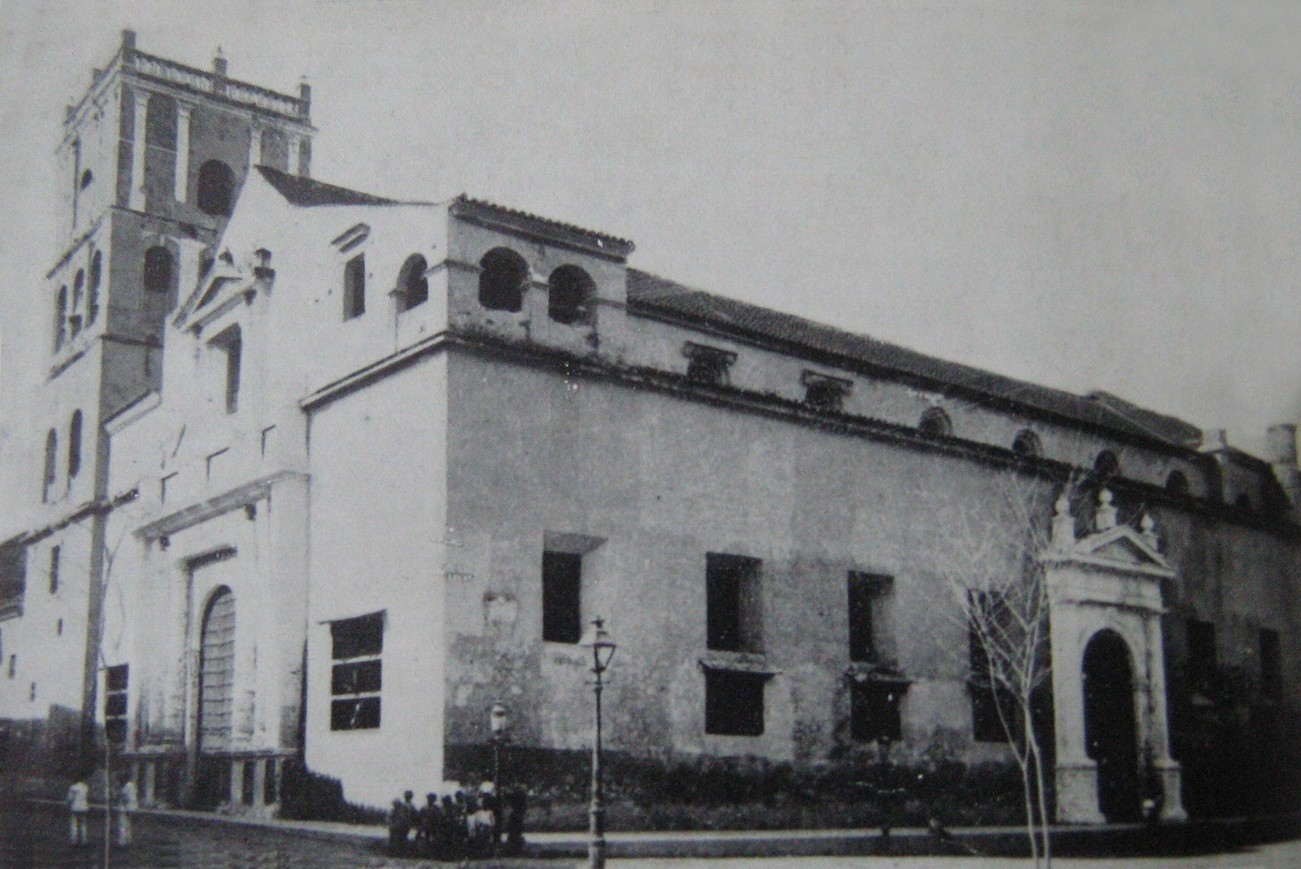
Apariencia original de la catedral desde mediados del cuando se terminó la torre, hasta principios del, antes de las remodelaciones. Nótese la torre original, además la fachada principal no tenía entradas laterales.

A finales de 1600, el gobernador escribió al rey donde le informaba del siniestro, en vista de lo cual éste dictó una real cédula, fechada en Valladolid el 2 de septiembre del año siguiente, pidiéndole amplios informes de las causas que lo generaron, orden que fue cumplida con el envío de un testimonio del proceso establecido contra Simón González. Antes de que estos documentos llegaran a la Corte, el rey concedió, por cédula del 20 de junio de 1602, un donativo de mil ducados para la refacción de la catedral. Esta donación del monarca, junto con el dinero recolectado entre los habitantes, fueron insuficientes para la terminación de las obras de reconstrucción, las cuales transcurrían muy lentamente. Pero gracias a las gestiones del gobernador Diego Fernández de Velasco; a la intervención del obispo de la ciudad, fray Juan de Ladrada, y del provisor, Bernardino de Almansa, los cuales tuvieron en muchas oportunidades que pagar con su propio dinero los gastos de la obra, garantizó la terminación del templo en 1612, incluyendo los elementos como puertas y la reja del coro, a excepción de la torre que aún no estaba terminada.
En 1653 el maestro Diego Serrano construyó, por encargo de la Hermandad de Sacerdotes de San Pedro, la cripta situada debajo de la capilla mayor, destinada a albergar los restos mortales de aquella hermandad, así como de los obispos, gobernadores y personajes ilustres. Años más tarde surgió un pleito entre la Hermandad y el maestrescuela por la posición de la cripta, lo cual generó que dicha hermandad enviara al Consejo de Indias en 1666, el plano de la capilla mayor, siendo actualmente el único plano de la época colonial que existe del templo.
Por esos años, sin tener la fecha precisa, el obispo de Cartagena, Antonio Sanz Lozano (quien tomó posesión de la sede en 1661 y la dirigió hasta 1681), levantó la torre de la catedral, la cual fue dotada con "muy buenas campanas", según refiere el cronista Zamora.
En 1697, Cartagena de Indias fue tomada de nuevo, esta vez por los filibusteros (un tipo de piratas), con la ayuda de una flota de corsarios franceses. Estos filibusteros encierran en la catedral a las mujeres y niños.
A finales del siglo XVIII, fueron traídos por el obispo José Fernández Díaz de La Madrid, el artístico púlpito y el piso, ambos en mármol italiano.
Tiempo después, en 1810 se inicia la independencia de Colombia, y con ello una inestabilidad política, y el obispado de Cartagena no escapa a ello, pues las relaciones entre Iglesia y estado fueron muy tensas. Solo en 1824 la Santa Sede reconoció la independencia, además, el país se enfrascó en una serie de guerras civiles a lo largo del siglo XIX, que generaron mucha pobreza, de la cual tampoco se libró la ciudad, que entró en un periodo de deterioro. Tal deterioro se refleja en la catedral, la humedad afectó los muros y columnas; los altares, de artísticas tallas, fueron víctimas del comejen. Su aspecto exterior daba lástima, pues la suciedad reinaba y los ornamentos de la fachada se encontraban en pésimo estado. A pesar de estos problemas, la catedral se mantuvo intacta en su aspecto colonial hasta comienzos del siglo XX.

### Remodelación
En 1886 el obispo Eugenio Biffi, comenzó la construcción del Palacio Episcopal en los terrenos del antiguo cementerio de la ciudad, contiguo a la catedral. Posteriormente su sucesor monseñor Pedro Adán Brioschi (nombrado obispo en 1898, y luego sería arzobispo, después de que la diócesis es elevada a arquidiócesis en 1900), continuó la construcción del palacio, al cual, en 1908 le agregó un tercer piso, y su fachada la hizo decorar con abundante estuco. Cuando el palacio estuvo definitivamente terminado, Mons. Brioschi vuelca su atención hacia la vieja catedral, y es cuando, con la mejor de las intenciones, comienza la remodelación del templo, toda una catástrofe para el arte colonial cartagenero.

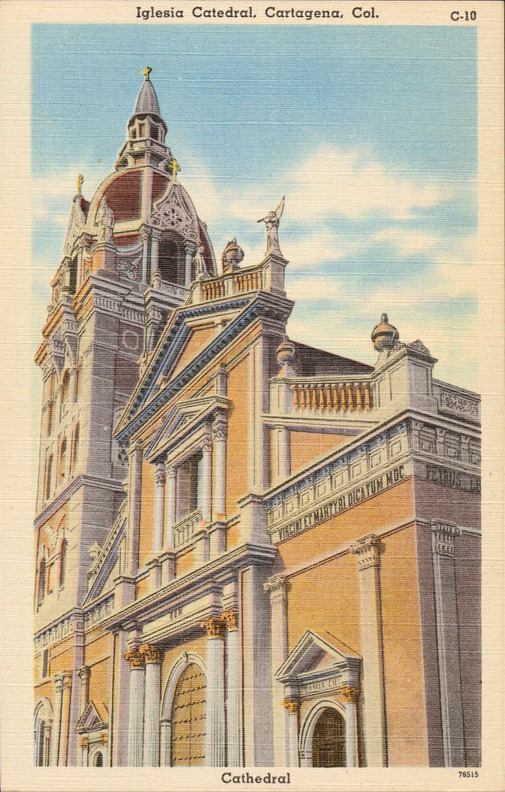
Postal de la catedral de 1948, se puede ver la fachada remodelada.

En la primera mitad del siglo XX sufrió una drástica intervención a manos del arquitecto francés Gastón Lelarge (el mismo que diseñó la cúpula de la iglesia de San Pedro Claver), quien auspiciado por monseñor Brioschi, desvirtuó totalmente la fisonomía original del templo. La intención era que la catedral fuera algo así como la Capilla Sixtina, por lo cual se cubrió todo el interior con estucos y pinturas; estas últimas fueron realizadas por un pintor de tercera categoría, el venezolano Miguel Ortiz, quien arribó a la ciudad como torero y terminó de muralista. Las paredes de la catedral quedaron llenas de escenas extraídas del santoral, quedando el interior recargado, además eran de poco valor artístico. Fue “una arrolladora corteza de pintarrajeado estuco, que ahogó, como una marea de colorines, el sagrado recinto”.
Asimismo, le dio apariencia de mármol a la piedra coralina de Tierrabomba, quitó el artesonado de la nave central con una falsa bóveda de cañón y estucos; falseó la fachada, al quedar alteradas sus antiguas proporciones, y la sencilla torre de piedra desapareció para dar paso a otra más alta realizada en concreto y cemento armado, la cual remata en una cúpula con linterna. La antigua torre tenía un cuerpo de campanas con vanos de medio punto encuadrados entre pilastras, muy semejante en su aspecto a la de la Iglesia de Santo Domingo.
Además, desaparecieron para siempre los elementos decorativos y artísticos más auténticos del templo, como la decoración de la Capilla del Sagrario, la cual estaba toda cubierta de madera tallada y dorada, tenía un triple retablo churrigueresco, también tallado y dorado, del cual Gastón Lelarge afirmaba de él que no había en ningún templo de Colombia; la Sala Capitular desapareció para dar paso a tres capillas; se acabó de eliminar el coro; y los viejos altares laterales fueron cambiados por otros de mármol, importados de Italia.

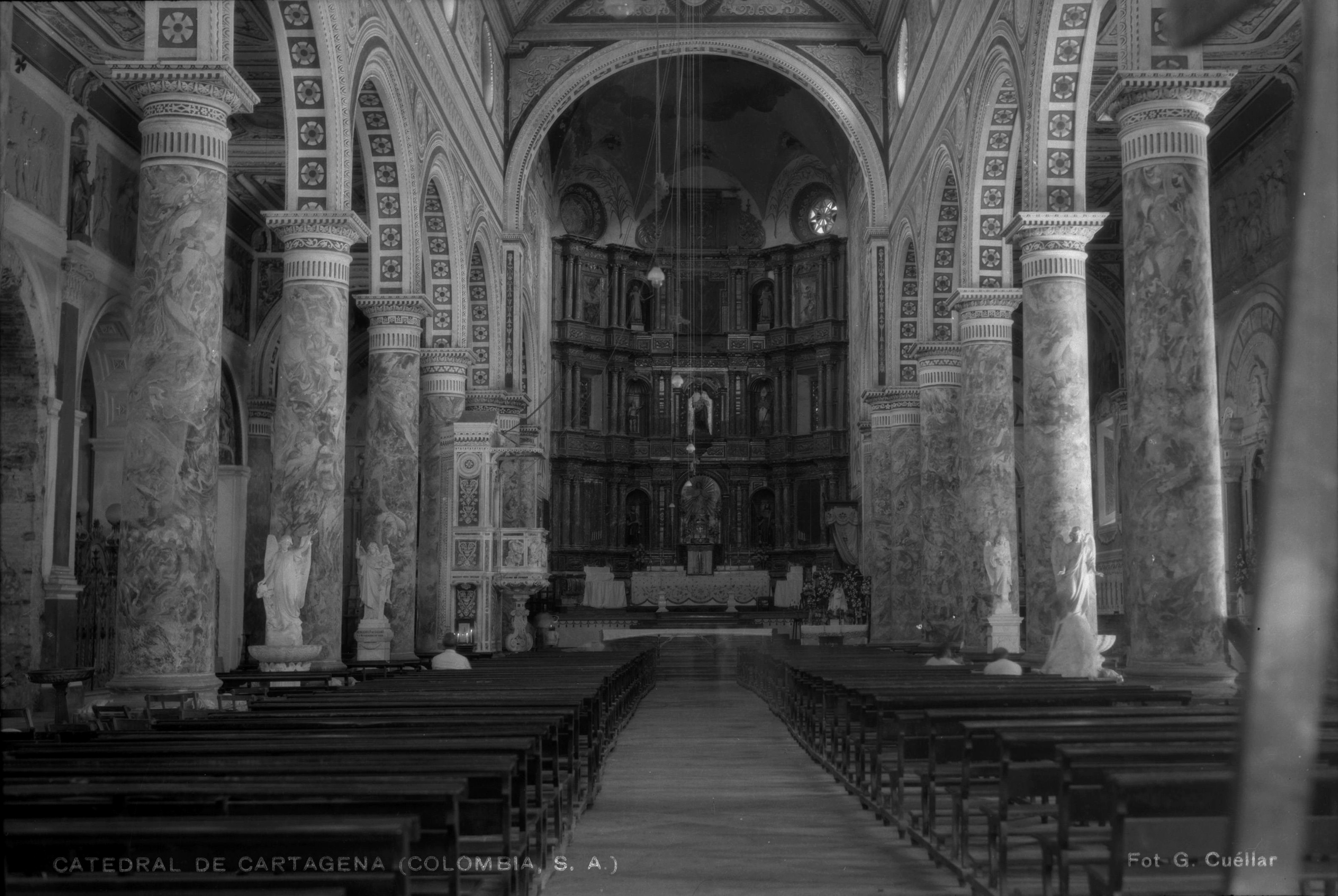
Interior de la Catedral totalmente remodelada.

También se perdieron para siempre otros elementos decorativos, igual de auténticos y si se quiere hasta folclóricos, pero de gran mérito, como los que le proporcionaron el nombre a la calle vecina: la de “Los Santos de Piedra”. A comienzos del siglo XVII, es decir, por la época de la terminación del templo, algún humilde artesano había adornado la portada principal con cuatro estatuas de santos, que representaban a San Pedro, San Pablo, San Gregorio y San Sebastián, pero para Mons. Brioschi eran “muy toscas... recuerdo del arte primitivo de cuatro siglos”. Él mismo se encargó de reemplazarlas, para lo cual quiso traer de Milán unas artísticas, muy antiguas, removidas de la catedral de esa ciudad, pero el gobierno italiano prohibió su exportación. Entonces encargó al escultor italiano Mignone unas en mármol de los santos Rosa de Lima, patrona de América del Sur; Catalina de Alejandría, patrona de la diócesis y titular de la catedral; Sebastián, patrono de Cartagena, y Luis Beltrán, patrono de la Nueva Granada, y que actualmente se localizan en los nichos de la portada principal.
El retablo mayor tiene origen incierto, no se sabe ni cuándo, ni quien lo hizo, se cree que data del siglo XVIII. Dicho retablo también fue víctima del paso del tiempo y del comején, por lo cual fue sometido a una restauración, pero al parecer inconclusa. En 1943, durante el episcopado de Mons. José Ignacio López Umaña (sucesor de Brioschi), el religioso Juan Semanati pretendió reemplazarlo por piezas de mármol, oportunamente hubo quienes se opusieron a tal medida; algunas personas encabezadas por el presidente de la Academia de Historia, Gabriel Porras Troconis, intercedieron ante el arzobispo y el altar se salvó.
En 1973, el arzobispo Rubén Isaza Restrepo hace retirar los locales adosados a la iglesia y desnuda los muros eliminando su estuco en las fachadas y muros interiores, también retira la bóveda falsa de la nave central y deja la estructura del techo de par y nudillo a la vista. De la intervención de monseñor Brioschi solo quedan el viacrucis y la torre. A esta última, en 1991 le realizaron trabajos de reparación.

## Contexto urbano

Entorno urbano de la catedral (rojo), y de las principales edificaciones alrededor del Parque de Bolívar.

La catedral se localiza en el centro histórico de la ciudad, junto al Parque de Bolívar (pero sin dar frente a él), en la esquina entre la calle Santos de Piedra y la Plaza de la Proclamación. Este centro histórico, es un recinto amurallado, con calles estrechas, manzanas con formas irregulares, edificaciones de origen colonial (aunque tiene otras construidas en el siglo XX), que en la mayoría de los casos no superan los 3 o 4 pisos, lo que le permite a la catedral (en especial su torre) ser una de las estructuras dominantes en el paisaje urbano, un hito fácilmente identificable.
Además, dicho centro histórico, también conocido como la "ciudad amurallada", fue declarado por la UNESCO patrimonio de la humanidad y es un fuerte polo turístico de Colombia. Las calles aledañas al parque y a la plaza tienen un uso del suelo mixto, donde confluyen vivienda, comercio y servicios.
Los principales espacios públicos cercanos al templo son los ya mencionados: Parque de Bolívar y la Plaza de la Proclamación. Dicho parque es un sitio emblemático de la ciudad, cargado de simbolismos históricos y culturales. Se conoció como "Plaza Mayor", lugar donde se realizaban los grandes actos militares de la época, pero en 1610 se instaló en la ciudad el "Santo Tribunal de la Inquisición" y tomó el nombre de "Plaza de la Inquisición". El 11 de noviembre de 1896 se inauguró con el nombre de Parque de Bolívar, en honor al libertador Simón Bolívar, pero no fue sino 4 años después que se colocó en todo su centro la estatua ecuestre del libertador.
La Plaza de la Proclamación es otro sitio emblemático, un espacio de menores proporciones aledaño al Parque de Bolívar. Anteriormente, cuando se finalizó la construcción de la catedral, los cartageneros comenzaron a llamarla Plaza de la Catedral, tiempo después pasó a llamarse "Plaza del Cabildo", luego se llamó "Plaza del Palacio", para luego rebautizarse con el nombre actual para conmemorar el 11 de noviembre de 1811, día histórico en que el pueblo se congregó en ella para apoyar a los firmantes del Acta de la Independencia. Dicha plaza está limitada por la fachada lateral de la catedral y la fachada principal del Palacio de Gobierno, donde funcionó el ayuntamiento y hoy es la sede la Gobernación del Departamento de Bolívar. En realidad se trata más de una calle un poco más ancha que de una plaza, por eso en algunos mapas sale como calle de la gobernación.
Alrededor de estos espacios públicos se encuentran, fuera de los Palacios de la Inquisición y de Gobierno, el edificio del Banco de la República y el Museo del Oro. Contiguo a la catedral en la parte posterior, se encuentra el Palacio Arzobispal, construido en 1896 por orden del obispo Eugenio Biffi, en los terrenos del antiguo cementerio de la ciudad, posteriormente el sucesor Mons. Pedro Adán Brioschi ordenó agregar un tercer piso al palacio.

## Características de la obra

### El proyecto de Simón González
Aunque no se conoce el plano original de 1575 del proyecto de Simón González, el académico español Enrique Marco Dorta, en su libro de 1951, “Cartagena de Indias: la Ciudad y sus Monumentos”, realizó una reconstrucción hipotética del proyecto primitivo, basándose en documentos de la época, como un plano general de la ciudad fechado en 1597, que posiblemente lo realizó el mismo González y en el cual se encuentra perfectamente dibujada la catedral, y otro plano enviado por la Hermandad de Sacerdotes de San Pedro al Consejo de Indias, en 1666, el cual contiene la capilla mayor.
La planta del proyecto original del maestro González debió ser la de un templo de tipo basilical, con tres naves delimitadas por seis pares de columnas, con espacio a los lados de ambas naves laterales para levantar capillas privadas, las cuales se accedería desde la nave lateral a través de un arco.
La capilla mayor, ochavada, la cual sobresaldría del testero; a los pies de la iglesia y al lado del Evangelio se hallaría la torre, con la escalera dentro de ella; contigua a esta estaría la capilla del bautisterio y, en el mismo lado, cerca al presbiterio, estaría otra dependencia, la cual haría las veces de sacristía.
Sobre su alzado, se puede comentar que las columnas eran de fuste cilíndrico, uniforme sin éntasis, conformadas por hiladas de cantería sobre los cuales se apoyarían arcos de medio punto, también en piedra, sobre los que se levantaría un muro de mampostería que alcanzaría la altura de la nave central.
Sobre el techo de las naves consta que la de la nave central tenía armadura de madera de cedro con almizate. El proyecto original, como se ha indicado, contemplaba para las naves laterales unas cubiertas planas en azoteas, las cuales se desplomaron al parecer porque generaban mucho peso para la estructura. De igual forma, la capilla mayor planearía una cubierta mediante una bóveda esquilfada, con lunetos en los que pondría claraboyas circulares, semejantes, es de suponer, a los que iluminan la nave central.

### El proyecto construido
El proyecto construido no difiere mucho del mencionado anteriormente, por lo cual, se puede determinar que, pese a los distintos cambios que sufrió la obra, el proyecto original se respetó, al menos en su parte esencial. Está conformado por tres naves (la principal o central y las laterales), de las cuales la central es considerablemente más ancha y de mayor altura, lo que le permite tener en lo alto claraboyas circulares que iluminan. En el testero surgen las capillas laterales como sencillos remates de las mismas naves, las cuales están cubiertas con bóvedas de arista; la capilla mayor, cuya volumetría se distingue en el exterior, es de planta ochavada y está cubierta por una bóveda esquilfada con lunetos en los que se encuentran claraboyas circulares similares a las que iluminan la nave central.

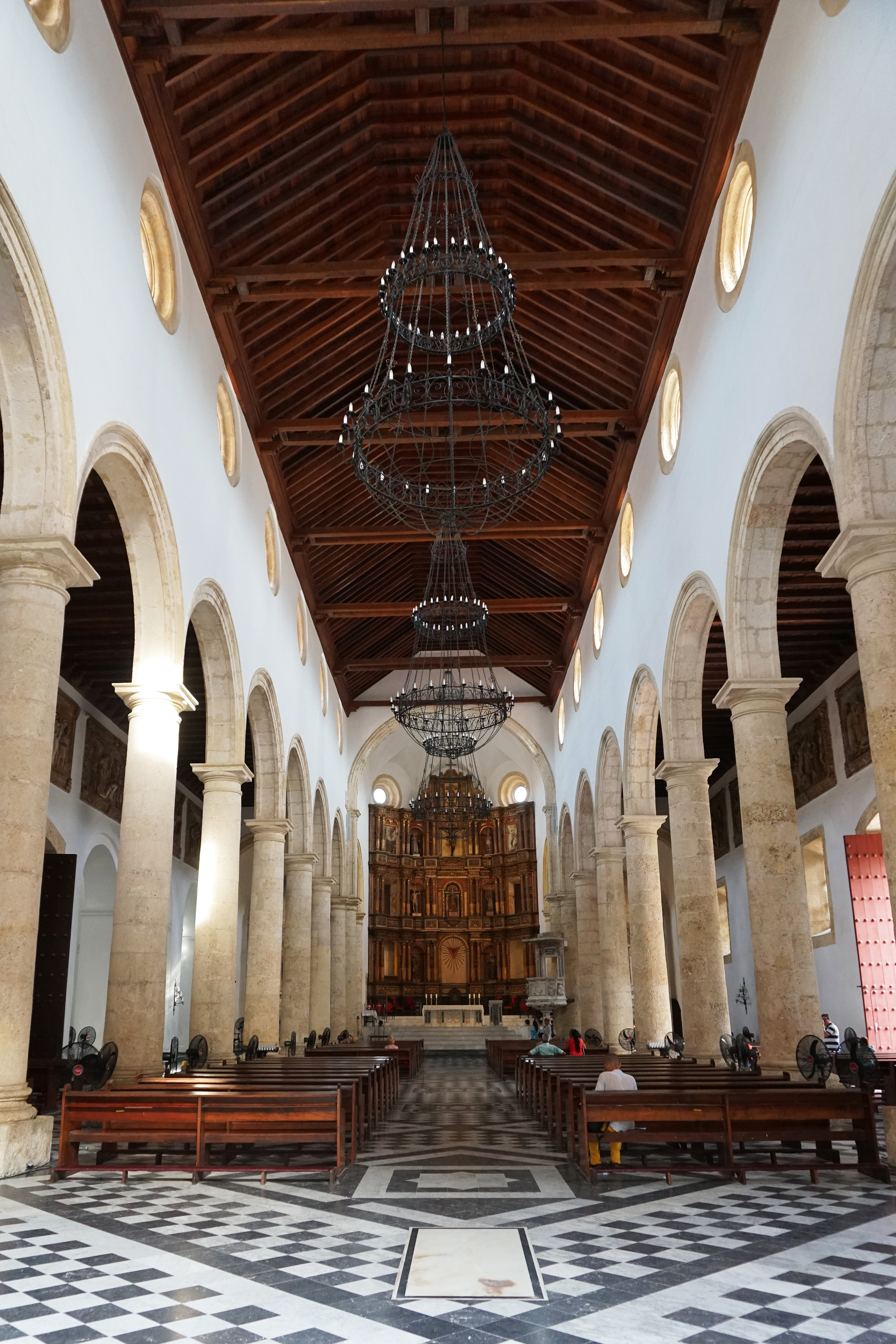
Nave central.

Las columnas son de fuste liso y cilíndrico, rematadas por capiteles toscanos, están conformadas por tambores de cantería, que se apoyan sobre pedestales cúbicos. Fue necesario agregar un soporte más a cada lado, por lo cual el templo cuenta con siete pares de columnas. El arco toral y los que están en el testero tienen por soporte una pilastra con cuatro medias columnas adosadas que se levantan hasta la altura de las demás columnas, donde continúa la pilastra sola hasta obtener la mayor altura requerida para recibir el arco toral. Todos los arcos son de medio punto y de sección cuadrada. La techumbre de las naves está compuesta por madera y teja de barro, la cubierta de la nave central es a dos aguas con estructura de par y nudillo, y las laterales a una agua.
En el lado del Evangelio y a los pies del templo se encuentra la torre, de planta cuadrada y posee una escalera central. La antigua capilla del sagrario, ubicada al lado de la torre, tiene una planta rectangular y posee como cubierta una bóveda de arista en el presbiterio y de cañón en el resto de ella. Estuvo recubierta por lo que el escritor y poeta Bossa Herazo ha descrito como “la obra de madera tallada y dorada más soberbia de Cartagena, del más puro estilo churrigueresco”. Una especie de recibidor o vestíbulo da acceso a la capilla del sagrario y a la antigua sala capitular, a su vez, está comunicado con la nave del lado del Evangelio. La antigua sala capitular está actualmente dividida en tres capillas, las cuales se comunican directamente con la nave del lado del Evangelio. Posteriormente a la antigua sala capitular se halla la sacristía, que se comunica con la capilla mayor por medio de un pequeño vano.

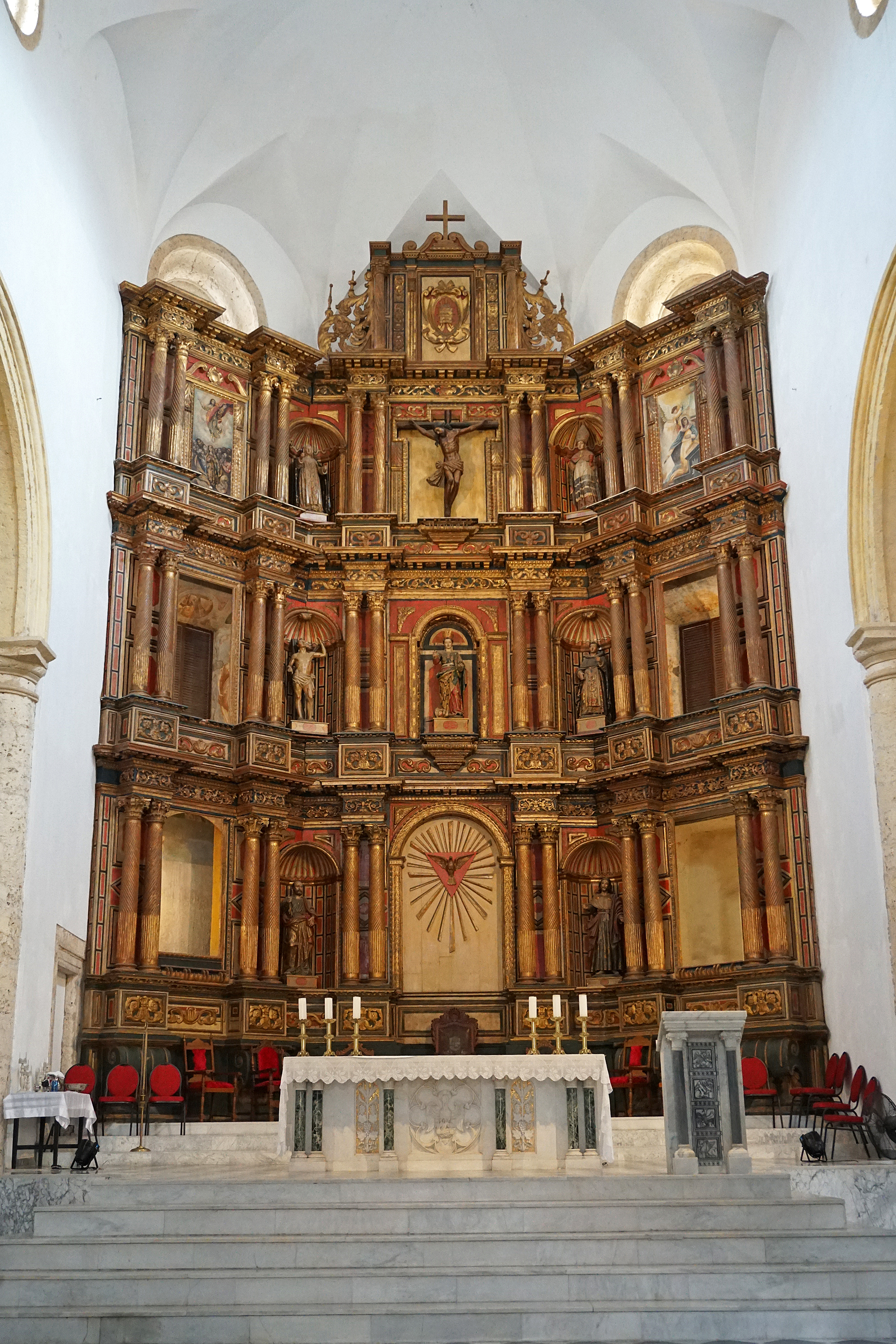
Altar y retablo mayor

En el exterior, el templo tiene, sobre el volumen de la capilla mayor, torres a modo de garitas que sobresalen en altura y están cubiertas con chapiteles cónicos de ladrillo que en su interior alojan escaleras de caracol, que permiten la comunicación con la cubierta y a las antiguas azoteas. En la fachada frontal se encuentra la portada principal, conformada por dos cuerpos, el inferior está constituido por dobles columnas libres, de estilo corintio, que a su vez están enmarcadas por contrafuertes que reciben el empuje de los arcos formeros y se prolongan en el segundo cuerpo formando los basamentos de pirámides rematados en bolas. En los intercolumnios aparecen hornacinas que originalmente alojaban las estatuas de piedra de San Pedro, San Pablo, San Gregorio y San Sebastián, y que dieron el nombre a la calle que pasa al frente a la Catedral: “Calle de los Santos de Piedra”, y que hoy albergan las estatuas en mármol de los santos Rosa de Lima, Catalina de Alejandría, Sebastián, y Luis Bertrán. En el segundo cuerpo de la portada, el cual está separado del primero por un entablamento, se encuentra una ventana enmarcada a los lados laterales por dobles columnas de fuste liso y capitel corintio. Finalmente dicho cuerpo remata en un frontón triangular.
En la fachada lateral que da con la Plaza de la Proclamación, se encuentra, casi en la mitad de esta, una puerta que comunica con la nave de la epístola. Sobre dicha fachada, casi en la esquina llegando a la calle de los santos de piedra, se encuentra en la parte superior, un reloj de sol hecho también en piedra. Toda la superficie muraria, interior y exterior, estaba recubierta y enjalbegada para cubrir y proteger la mampostería de piedra coralina, ladrillo y argamasa de cal y arena.